# Woonboulevard

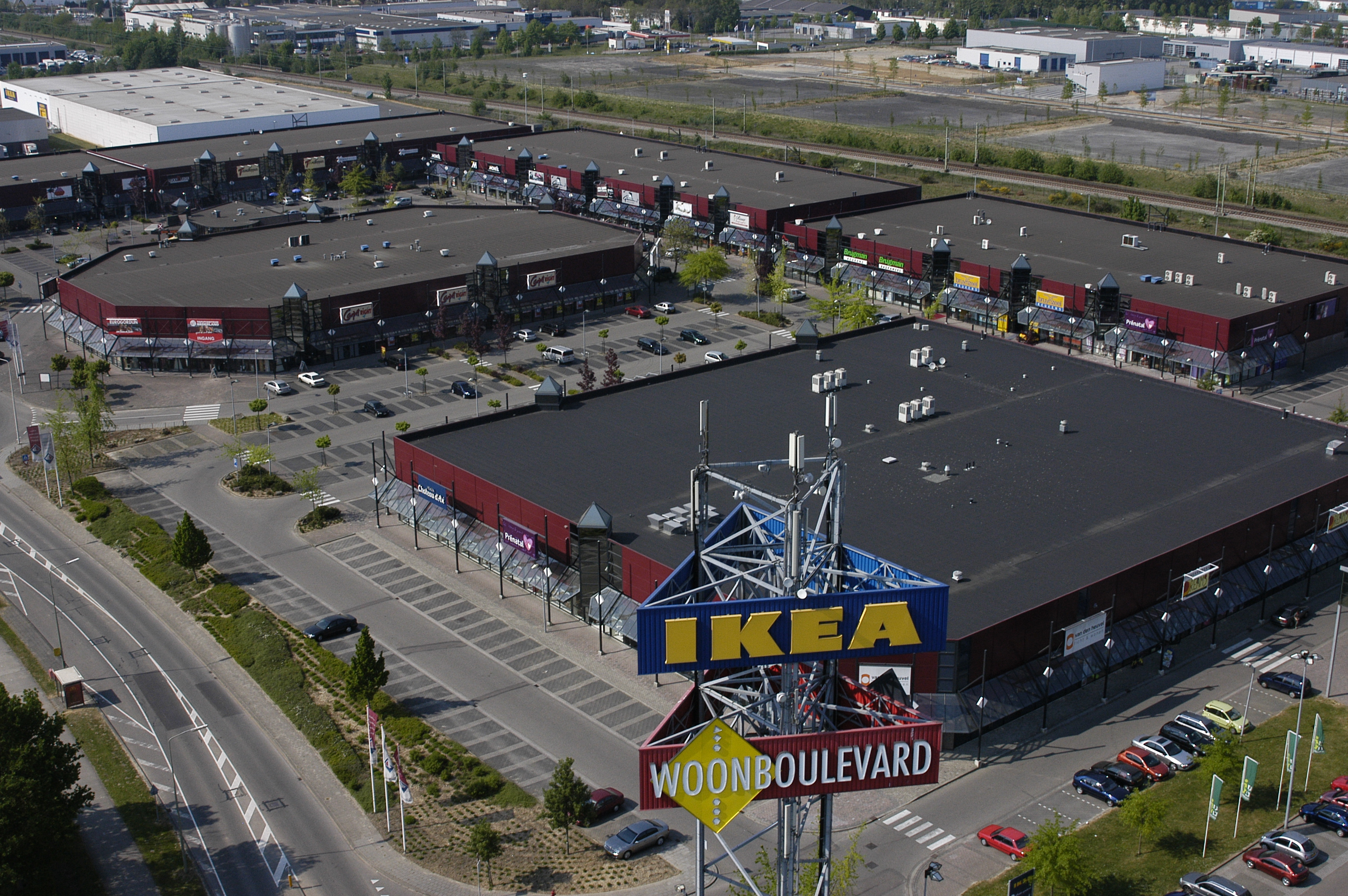
Een deel van de woonboulevard in Heerlen

Een woonboulevard of meubelboulevard is een soort winkelcentrum gericht op producten die met wonen te maken hebben. Een woonboulevard bestaat uit meerdere winkels op korte loopafstand van elkaar. De term wordt in het bijzonder gebruikt in het geval van een straat waaraan de winkels liggen.  Een overdekt woonwinkelcentrum wordt woonmall genoemd. 
Er zijn woonboulevards bij de meeste grotere steden, deze liggen doorgaans langs een snelweg aan de rand van de stad zodat ze makkelijk per auto bereikbaar zijn en over voldoende ruimte beschikken. Soms is er ook een tuincentrum op of nabij de woonboulevard.